# プラシーボ (バンド)
プラシーボ（Placebo）は、イギリスのバンドである。1994年にロンドンで結成。
ブリットポップ期のデビューながら、ブリットポップとは完全に趣を異にするグラムロックやゴシック・ロック色の強い音楽性は、当時のシーンにおいて異彩を放っていた。その後は徐々にニューウェイヴ色を強めている。
フロントマンのブライアン・モルコは、アイシャドウに口紅といった女性的なヴィジュアル・メイクを施すことでも知られる。

## 略歴
以前、ルクセンブルクでアメリカン・スクールに通っていたブライアン・モルコとステファン・オルスダルが1994年に地下鉄の駅で再会したのをきっかけに結成。
結成当初、ドラマー不在だったため、スティーヴ・ヒューイットとロバート・シュルツベルグが交代でドラムをたたいていた。その後、ロバートが正式にプラシーボのドラマーとなったがブライアンとの折があわず1996年に脱退、スティーヴが正式に加入した。
最初の2枚のシングルはそれぞれフィアース・パンダ・レコード (Fierce Panda Records) とディセプティヴ・レコード (Deceptive Records) よりリリースされた。その後、バンドはヴァージン・レコード傘下のインディー・レーベルであるハット・レコーディングス (Hut Recordings) と契約し、1996年にデビュー・アルバム『プラシーボ』をリリース。1997年の「Nancy Boy」（アルバム『プラシーボ』からシングルカット）、1998年の「Pure Morning」（セカンド・アルバム『ウィズアウト・ユー・アイム・ナッシング』からシングルカット）はイギリスで大ヒットし、大きな成功を収める。また、英語なまりの流暢なフランス語でフランスのファンを魅了し、欧州での絶大な人気を誇るようになる。
アルバム『ブラック・マーケット・ミュージック』（2000年リリース）ではあまり大胆な変化は見られなかったが、2003年にリリースしたアルバム『スリーピング・ウィズ・ゴースツ』ではダンス・ミュージックやエレクトロニック・ミュージックの影響を受け、より大胆なアルバムに仕上がっている。
デヴィッド・ボウイの50歳の誕生パーティーがマディソン・スクエア・ガーデンで行われた際には、「20th Century Boy」を演奏、その後、デヴィッド・ボウイとプラシーボは「Without You I'm Nothing」のデュエット・シングルをリリースする。
なお、『ブラック・マーケット・ミュージック』からのシングルカット「Special K」のリリースに英音楽業界では難色を示したため（ドラッグ使用を容認したような内容が含まれるので）、最初にオーストラリアでリリースされた。

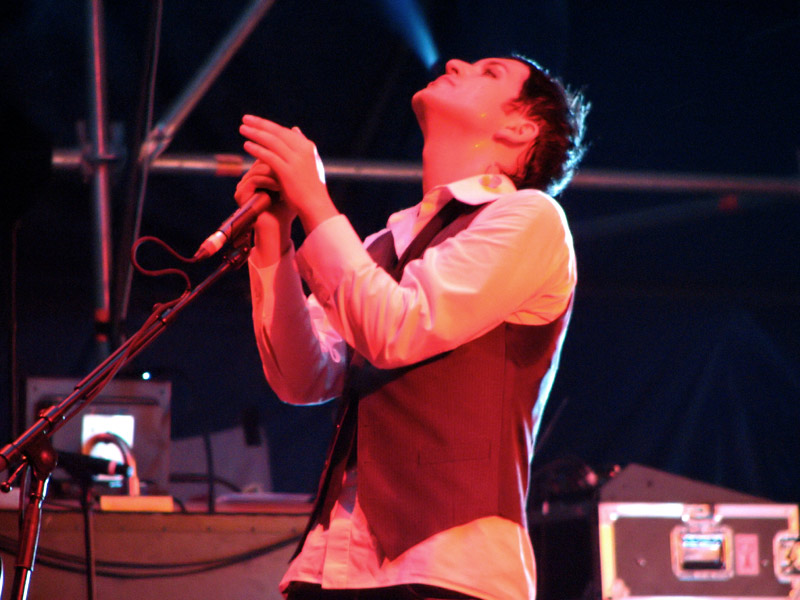
ブライアン・モルコ

2004年秋に、シングル・コレクション『ワンス・モア・ウィズ・フィーリング〜シングルズ1996-2004』をリリース、またウェンブリー・アリーナで一晩だけのコンサートを行った。
2006年3月にアルバム『メッズ』がリリースされたが、1月にインターネット上にリークされるという事件が起きている。アルバムからは「Because I Want You」および「Infra-Red」がシングルカットされた。
2006年10月、「10周年記念コレクターズ・エディション」という名目で、デビュー・アルバム『プラシーボ』がデジタル・リマスターを施し再リリースされた。このボックスセットにはDVDも入っており、ミュージックビデオやコンサート、テレビ出演がおさめられている。
2007年4月、2003年にカバーしたケイト・ブッシュのヒット曲「Running Up That Hill」のプロモーション・ビデオ撮影のためファンを動員することを発表した。
2007年10月1日に、スティーヴ・ヒューイットは音楽的性の違いを理由に再び脱退。2008年にスティーヴ・フォレストが新加入した。
2009年6月8日に、オリジナル・スタジオ・アルバムとしては6枚目の『バトル・フォー・ザ・サン』をヨーロッパではPIASより、アメリカではヴェイグラント・レコードよりリリース。日本盤はソリタリーマンレコーズより、ボーナストラック1曲、およびメンバーからの日本ファンへのコメント映像付きで6月3日に世界先行発売された。
2013年9月16日に、7枚目のアルバム『ラウド・ライク・ラヴ』をリリース。
2015年2月2日に、スティーヴ・フォレストの脱退を発表した。同年6月には、デビュー・アルバム発売20周年を迎えるにあたり、1stアルバムから5thアルバムまでの5枚を、カラー・レコードで再発することを発表した。
2016年3月、デビュー20周年記念ツアー『A Place for Us to Dream – 20 Years of Placebo』を行うと発表した。同年8月には、コンピレーションアルバム『ア・プレイス・フォー・アス・トゥ・ドリーム』をリリース。
2017年8月に上海で開催されるサマーソニックの、2日目ヘッドライナーとしていったん発表されたものの、出演キャンセルとなった。
2021年11月4日に、8枚目のアルバム『ネヴァー・レット・ミー・ゴー』を、2022年3月25日にリリースすることを発表した。それに先立ち、9月13日に先行シングル「Beautiful James」がリリースされた。

## メンバー
- ブライアン・モルコ (Brian Molko) - ボーカル、ギター、ベース、キーボード、ハーモニカ、サックス、パーカッション (1994年– ) ※楽曲の歌詞をすべて担当
- ステファン・オルスダル (Stefan Olsdal) - ベース、ギター、キーボード、バック・ボーカル (1994年– )

### ツアー・メンバー
- ビル・ロイド (Bill Lloyd) - ギター、ベース、キーボード、ピアノ (1996年、1998年– )
- ニック・ガヴリロヴィック (Nick Gavrilovic) - キーボード、ギター、ラップスティール・ギター、バック・ボーカル (2008年– )
- マット・ルン (Matt Lunn) - ドラム、パーカッション (2015年– )
- アンジェラ・チャン (Angela Chan) - ヴァイオリン、キーボード、パーカッション、バック・ボーカル (2017年– )

### 旧メンバー
- スティーヴ・ヒューイット (Steve Hewitt) - ドラム、パーカッション (1994年、1995年、1996年–2007年)
- ロバート・シュルツベルグ (Robert Schultzberg) - ドラム、パーカッション、ディジュリドゥ (1994年–1995年、1995年–1996年)
- スティーヴ・フォレスト (Steve Forrest) - ドラム、パーカッション、バック・ボーカル (2008年–2015年) ※元Evaline

### 旧ツアー・メンバー
- グザヴィオ・ロイド (Xavior Roide) - キーボード、バック・ボーカル (2003年–2005年)
- アレックス・リー (Alex Lee) - キーボード、ギター、バック・ボーカル (2006年–2007年)
- フィオナ・ブライス (Fiona Brice) - ヴァイオリン、キーボード、テルミン、パーカッション、バック・ボーカル (2008年–2017年)

## ディスコグラフィ

### スタジオ・アルバム
- 『プラシーボ』 - Placebo (1996年、ハット)
- 『ウィズアウト・ユー・アイム・ナッシング』 - Without You I'm Nothing (1998年、ハット)
- 『ブラック・マーケット・ミュージック』 - Black Market Music (2000年、ハット)
- 『スリーピング・ウィズ・ゴースツ』 - Sleeping with Ghosts (2003年、ヴァージン)
- 『メッズ』 - Meds (2006年、ヴァージン)
- 『バトル・フォー・ザ・サン』 - Battle for the Sun (2009年、PIAS、ヴェイグラント)
- 『ラウド・ライク・ラヴ』 - Loud Like Love (2013年、ヴァージンEMI、Vertigo)
- 『ネヴァー・レット・ミー・ゴー』 - Never Let Me Go (2022年、So Recordings、Elevator Lady、Rise)

### ライブ・アルバム
- MTV Unplugged (2015年)

### コンピレーション・アルバム
- Covers (2003年、ヴァージン)
- 『ワンス・モア・ウィズ・フィーリング〜シングルズ1996-2004』 - Once More with Feeling: Singles 1996–2004 (2004年、ヴァージン)
- 『ア・プレイス・フォー・アス・トゥ・ドリーム』 - A Place For Us To Dream (2016年) ※日本盤は2010年赤坂BLITZ来日公演のライヴ音源を12曲収録したボーナス・ディスク付きの3枚組仕様

### DVD
- 『ソウルメイツ・ネヴァー・ダイ ライブ・イン・パリ2003』 - Soulmates Never Die (Live in Paris 2003) (2004年) ※日本盤は、3月31日に発売された。
- Once More With Feeling: Single 1996-2004 (2004年) ※日本では、2007年12月に『ギフト・パック / Gift Pack』として発売された。
- 『ウィ・カム・イン・ピーシーズ〜ライヴ・イン・ロンドン2010』 - We Come In Pieces - live In London 2010 (2011年)
- MTV Unplugged (2015年)

## 日本公演

### フェス
- 2000年 - フジロック・フェスティバル
- 2009年 - サマーソニック（2日目大阪公演では1曲目演奏後にブライアン・モルコが倒れ、以後の演奏は中止[7]。）

### 単独公演
- 1997年 - 渋谷クラブクアトロ（6月19日）
- 2001年 - 渋谷ON AIR EAST（1月15日)、心斎橋クアトロ(1月16日)
- 2010年 - 赤坂BILTZ（3月5日、6日）、心斎橋クラブクアトロ（3月8日）、名古屋クラブクアトロ（3月9日）。ライヴ前後には、レーベルやイベンターによるファンとメンバーの交流の時間も設けられた（事前抽選による）。